# Space Raiders
Space Raiders é um filme de ficção científica de 1983. O filme conta a história de um garoto de 10 anos que é acidentalmente capturado por piratas espaciais, e se mete em várias confusões enquanto tenta se libertar.

## Elenco
- Vince Edwards como Hawk
- David Mendenhall como Peter
- Drew Snyder como Aldebarian
- Patsy Pease como Amanda
- Thom Christopher como Flightplan
- Luca Bercovici como Ace
- Ray Stewart como Zariatin